# Druhá vláda Marka Belky
Druhá vláda Marka Belky byla od 11. června 2004 do 31. října 2005 polská vláda pod vedením Marka Belky. Původně se jednalo o menšinový koaliční kabinet Svazu demokratické levice a Unie práce s podporou dalších stran, ale v průběhu činnosti vlády se ministry stali i zástupci Sociální demokratice Polska a Unie levice.
Vláda byla jmenována poté, co podal demisi předchozí Belkův kabinet, když mu nebyla vyslovena důvěra v Sejmu, a parlament sám ve druhém ústavním kroku nebyl schopen zvolit premiéra, a tak přišel se jmenováním na řadu opět prezident Aleksander Kwaśniewski, který znovu pověřil sestavením vlády Marka Belku. Jedinou změnou v porovnání s předchozí vládou bylo jmenování Mariana Czakańského do čela ministerstva zdravotnictví. Kabinet získal důvěru Sejmu 24. června 2004, když pro něj hlasovali poslanci SLD, UP, SDPL a Federativního parlamentního klubu a většina z nezařazených poslanců. Proti hlasovaly kluby Občanské platformy, Práva a spravedlnosti, Polské lidové strany, Sebeobrany a Ligy polských rodin a zástupci dalších poslaneckých kol vzniklých v průběhu volebního období.
Nově vyslovil Sejm vládě důvěru 15. října 2004. Když Sejm 5. května 2005 rozhodl, že nezkrátí své volební období, vláda podala do rukou prezidenta demisi. Ten ji ale nepřijal. V srpnu téhož roku, když premiér Belka vystoupil ze SLD a podpořil Demokratickou stranu - demokraci.pl, SLD odvolal svou podporu vládě. Kabinet podal demisi 19. října 2005 po parlamentních volbách.

## Složení vlády
| Portfej                                            | Ministr / člen vlády     | Strana              | Nástup do úřadu    | Odchod z úřadu     |
| -------------------------------------------------- | ------------------------ | ------------------- | ------------------ | ------------------ |
| Předseda vlády                                     | Marek Belka              | SLD, později nestr. | 11. června 2004    | 31. října 2005     |
| Místopředsedkyně vlády                             | Izabela Jarugová-Nowacka | UP, později UL      | 11. června 2004    | 31. října 2005     |
| Místopředseda vlády a ministr hospodářství a práce | Jerzy Hausner            | SLD                 | 11. června 2004    | 31. března 2005    |
| Ministr zahraničí                                  | Włodzimierz Cimoszewicz  | SLD                 | 11. června 2004    | 5. ledna 2005      |
| Ministr zahraničí                                  | Adam Daniel Rotfeld      | nestraník           | 5. ledna 2005      | 31. října 2005     |
| Ministr kultury                                    | Waldemar Dąbrowski       | nestraník           | 11. června 2004    | 31. října 2005     |
| Ministr vnitra a administrativy                    | Ryszard Kalisz           | SLD                 | 11. června 2004    | 31. října 2005     |
| Ministr vědy                                       | Michał Kleiber           | nestraník           | 11. června 2004    | 31. října 2005     |
| Ministr zemědělství a rozvoje venkova              | Wojciech Olejniczak      | SLD                 | 11. června 2004    | 31. května 2005    |
| Ministr zemědělství a rozvoje venkova              | Józef Pilarczyk          | SLD                 | 31. května 2005    | 31. října 2005     |
| Ministr infrastruktury                             | Krzysztof Opawski        | nestraník           | 11. června 2004    | 31. října 2005     |
| Ministr sociálních věcí                            | Krzysztof Pater          | nestraník           | 11. června 2004    | 24. listopadu 2004 |
| Ministr sociálních věcí                            | Izabela Jarugová-Nowacka | UP, později UL      | 24. listopadu 2004 | 31. října 2005     |
| Ministr financí                                    | Andrzej Raczko           | nestraník           | 11. června 2004    | 21. července 2004  |
| Ministr financí                                    | Mirosław Gronicki        | nestraník           | 21. července 2004  | 31. října 2005     |
| Ministr spravedlnosti                              | Marek Sadowski           | nestraník           | 11. června 2004    | 6. září 2004       |
| Ministr spravedlnosti                              | Andrzej Kalwas           | nestraník           | 6. září 2004       | 31. října 2005     |
| Ministr školství a sportu                          | Mirosław Sawicki         | nestraník           | 11. června 2004    | 1. září 2005       |
| Ministr školství                                   | Mirosław Sawicki         | nestraník           | 1. září 2005       | 31. října 2005     |
| Ministr sportu                                     | Marek Belka              | nestraník           | 1. září 2005       | 31. října 2005     |
| Ministr státního pokladu                           | Jacek Socha              | nestraník           | 11. června 2004    | 31. října 2005     |
| Ministr životního prostředí                        | Jerzy Swatoń             | nestraník           | 11. června 2004    | 26. dubna 2005     |
| Ministr životního prostředí                        | Marek Belka (úřadující)  | SLD                 | 26. dubna 2005     | 24. května 2005    |
| Ministr životního prostředí                        | Tomasz Podgajniak        | nestraník           | 24. května 2005    | 31. října 2005     |
| Ministr národní obrany                             | Jerzy Szmajdziński       | SLD                 | 11. června 2004    | 31. října 2005     |
| Ministr zdravotnictví                              | Marian Czakański         | nestraník           | 11. června 2004    | 15. července 2004  |
| Ministr zdravotnictví                              | Marek Balicki            | SDPL                | 15. července 2004  | 31. října 2005     |
| Ministr bez portfeje, šéf Kanceláře premiéra       | Sławomir Cytrycki        | SLD                 | 11. června 2004    | 31. října 2005     |